# Adoni
Adoni – miasto w Indiach, w stanie Andhra Pradesh, na wyżynie Dekan. W 2001 roku jego populacja wynosiła 155 969 osób.
W mieście rozwinął się handel oraz przemysł włókienniczy.
- World Gazetteer